# Silvio Fauner
Silvio Fauner (San Pietro di Cadore, 1º novembre 1968) è un allenatore di sci nordico ed ex fondista italiano.

## Biografia
È padre del biatleta Daniele Fauner. Anche suo fratello Aldo Fauner è stato nazionale di fondo e skiman della nazionale. E' zio della biatleta Eleonora Fauner, figlia di Aldo .

### Carriera sciistica
Il fondista sappadino ha ottenuto il primo risultato di rilievo in Coppa del Mondo il 15 dicembre 1987 nella 30 km a tecnica libera di Castelrotto (57°), il primo podio il 9 dicembre 1991 nella 25 km a tecnica classica di Silver Star (3°) e la prima vittoria il 1º marzo 1991 nella staffetta di Lahti. In carriera è risultato una volta terzo in classifica generale, nel 1994-1995, e una volta terzo in quella di sprint, nel 1996-1997.
In carriera ha partecipato a quattro edizioni dei Giochi olimpici invernali (Albertville 1992, Lillehammer 1994, Nagano 1998 e Salt Lake City 2002), vincendo cinque medaglie, e a sei dei Campionati mondiali, vincendo sette medaglie. In campo olimpico destò eccezionale interesse la vittoria ottenuta in Norvegia ai XVII Giochi olimpici invernali di Lillehammer 1994, quando come ultimo frazionista della staffetta 4x10 km batté in volata Bjørn Dæhlie, consentendo all'Italia di strappare la medaglia d'oro alla squadra di casa, data da tutti come favorita. Nonostante il risalto che ebbe questa vittoria, Fauner considera come suo più grande successo l'oro vinto nella 50 km ai Mondiali di Thunder Bay del 1995, impresa che gli consentì di uguagliare il suo idolo d'infanzia, Maurilio De Zolt.
Negli ultimi anni della sua carriera agonistica, dopo i Mondiali del 2003 e fino al 2006, partecipò esclusivamente a gare di lunga distanza, per lo più di Marathon Cup.

### Carriera da allenatore
Dal 2006 è direttore tecnico della squadra nazionale italiana di fondo, sia maschile sia femminile.

### Altre attività
Nella Cerimonia di apertura dei XX Giochi olimpici invernali di Torino 2006 è stato uno dei protagonisti dell'ultima parte della staffetta della fiamma olimpica assieme ai compagni del quartetto vincente nella 4x10 km di Lillehammer: Fauner, De Zolt, Marco Albarello e Giorgio Vanzetta ricevettero la torcia da Alberto Tomba per consegnarla poi a Piero Gros, campione olimpico nello slalom speciale ai XII Giochi olimpici invernali di Innsbruck 1976.
È assessore del turismo e dello sport del suo comune natale, Sappada.

## Palmarès

### Olimpiadi
- 5 medaglie:
  - 1 oro (staffetta[8] a Lillehammer 1994 con Maurilio De Zolt, Marco Albarello e Giorgio Vanzetta
  - 2 argenti (staffetta[8] ad Albertville 1992 con Giuseppe Puliè, Marco Albarello e Giorgio Vanzetta; staffetta a Nagano 1998 con Marco Albarello, Fulvio Valbusa e Fabio Maj)
  - 2 bronzi (inseguimento[8] a Lillehammer 1994; 30 km a Nagano 1998)

### Mondiali
- 7 medaglie:
  - 1 oro (50 km[8] a Thunder Bay 1995)
  - 2 argenti (staffetta[8] a Falun 1993; inseguimento[8] a Thunder Bay 1995)
  - 4 bronzi (inseguimento[8] a Falun 1993; staffetta[8] a Thunder Bay 1995; staffetta[8] a Trondheim 1997; staffetta[8] a Ramsau am Dachstein 1999)

### Coppa del Mondo
- Miglior piazzamento in classifica generale: 3º nel 1995
- 24 podi (15 individuali, 9 a squadre[9]), oltre a quelli conquistati in sede olimpica o iridata e validi ai fini della Coppa del Mondo:
  - 5 vittorie (2 individuali, 3 a squadre)
  - 8 secondi posti (5 individuali, 3 a squadre)
  - 11 terzi posti (8 individuali, 3 a squadre)

#### Coppa del Mondo - vittorie
| Data            | Luogo            | Paese     | Disciplina                                                            |
| --------------- | ---------------- | --------- | --------------------------------------------------------------------- |
| 1º marzo 1991   | Lahti            | Finlandia | 4x10 km (con Maurilio De Zolt, Giorgio Vanzetta e Alfred Runggaldier) |
| 3 febbraio 1996 | Seefeld in Tirol | Austria   | Sprint a squadre TL (con Fulvio Valbusa)                              |
| 11 gennaio 1997 | Hakuba           | Giappone  | 10 km TC                                                              |
| 12 gennaio 1997 | Hakuba           | Giappone  | 25 km PU                                                              |

Legenda:

PU = inseguimento

TC = tecnica classica

TL = tecnica libera